# Бойкевич Микола
Бойкевич Микола (в інших джерелах — Бойкович 1876 — †1939) — український галицький громадський діяч. Організатор професійних спілок. За фахом — залізничник. Після утворення ЗУНР наприкінці 1918 року став делеґатом (послом) Української Національної Ради ЗУНР від УСДП. (за іншими даними — від Самбірського повіту). Проживав якийсь час у Самборі в кам'яниці Медлінґера при Львівській вулиці. Після відступу УГА на схід пішов з нею.